# The Siege of Jadotville
The Siege of Jadotville é um filme de guerra e drama histórico de 2016, dirigido por Richie Smyth e escrito por Kevin Brodbin. O filme é baseado no livro de Declan Power, The Siege at Jadotville: The Irish Army's Forgotten Battle (2005), sobre o papel de uma unidade do Exército Irlandês na missão de manutenção da paz da ONU no Congo em setembro de 1961.
Exibido pela primeira vez no Galway Film Festival de 2016 , o filme recebeu uma distribuição limitada de cinema na Irlanda em setembro de 2016. Ganhou três prêmios Irish Film & Television Awards, incluindo Melhor Diretor.

## Sinopse
O filme é baseado no Cerco de Jadotville, ocorrido na cidade de Likasi, onde uma pequena força da ONU  (150 soldados irlandeses que nunca tinham estado em combate)  foram atacados por militares locais leais a Moïse Tshombe e igualmente por mercenários belgas e franceses chefiados pelo célebre René Faulques, que liderou imensos golpes militares em África e no Médio Oriente. Este mercenário foi contratado por um empresário europeu que possuía minas de urânio na região. Estas forças em grande superioridade numérica foram repelidas durante 5 dias pelos soldados irlandeses que incrivelmente não sofreram  nenhuma baixa e apesar deste comportamento heróico foram considerados covardes pela sua rendição quando ficaram sem munições. A ONU contribuiu para esta ignomínia de forma a esconder a sua inoperacionalidade no terreno e só em 2005 estes soldados foram reconhecidos como heróis pelo governo Irlandês.

## Elenco principal
- Jamie Dornan como comandante Pat Quinlan
- Mark Strong como Conor Cruise O'Brien
- Mikael Persbrandt como Dag Hammarskjöld
- Danny Sapani como Moise Tshombe
- Jason O'Mara como Sargento Jack Prendergast
- Michael McElhatton como General McEntee
- Guillaume Canet como Rene Faulques
- Fiona Glascott como Carmel Quinlan
- Emmanuelle Seigner como Madame LaFontagne
- Sam Keeley como Billy (Sniper) Ready
- Conor MacNeill como Radio op
- Luc Van Gunderbeeck como Charles de Gaulle